# Маґадга
Маґа́дга —  історичний регіон та держава  в північно-східній Індії. Дослівний переклад — «Країна шанувальників Сонця». Тепер це територія  штатів Біхар та Джаркханд Республіки Індія. Історична держава Маґадха існувала з  приблизно 12 по 4 століттях до Р.Х. 

## Короткі відомості
Історична держава Маґадга згадується в Атхарваведі, тож вона існувала задовго до 6 століття до Р.Х. Вона входила до числа шістнадцяти великих країн. Маґадга відіграла значну роль у становленні джайнізму та буддизму.
Столиця краю Маґадга знаходилися в місті Раджаґріха. Після 320 року вона була перенесена до Паталіпутри.
У 6—3 століттях до Р.Х. була найбільш економічно розвиненим краєм Індії, ядром, довкола якого відбувалося об'єднання давньоіндійських держав. Значне розширення території мало місце за правління раджів Бімбісари, Аджаташатру й Удайїн з династії Хар'янта. Вони воювали Ангою та Кошалою та республікою Ліччхавів. Бімбісара, сучасник будди Гаутами, сприяв розвитку буддизму і джайнізму.
Ця династія повалена Шайшунагою. Він та його спадкоємець Калашока зуміли частково розширити державу за рахунок підкорення династії Прадьйота, що правила державою Аванті.
У 4—3 століттях до Р.Х.  центром імперій династій Нандів і Маур'їв. Після падіння останньої династії вступила у фазу занепаду. Спроби династій Шунга та Канва поліпшити ситуацію не принесли повноцінного успіху.
Протягом 320 – 555 років нової ери край Маґадха був центром держави династії Гупта. Нащадки цієї династії керували краєм після втрати своєї політичної незалежності як васальні правителі.

## Освіта
Університети
1. Наланда
2. Вікрамашіла

Мови
- Маґадгі